# Schloss Loderham

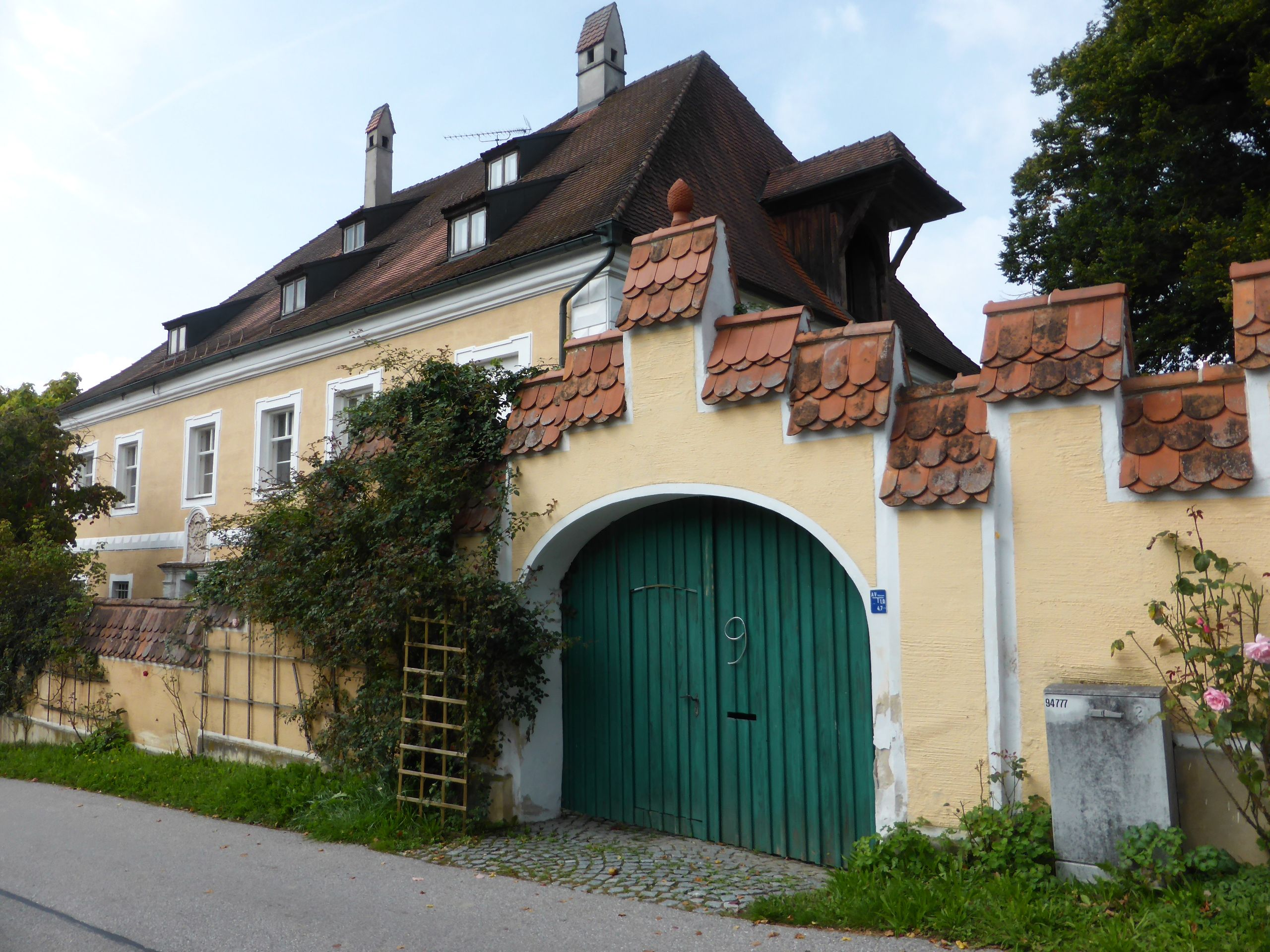
Schloss Loderham

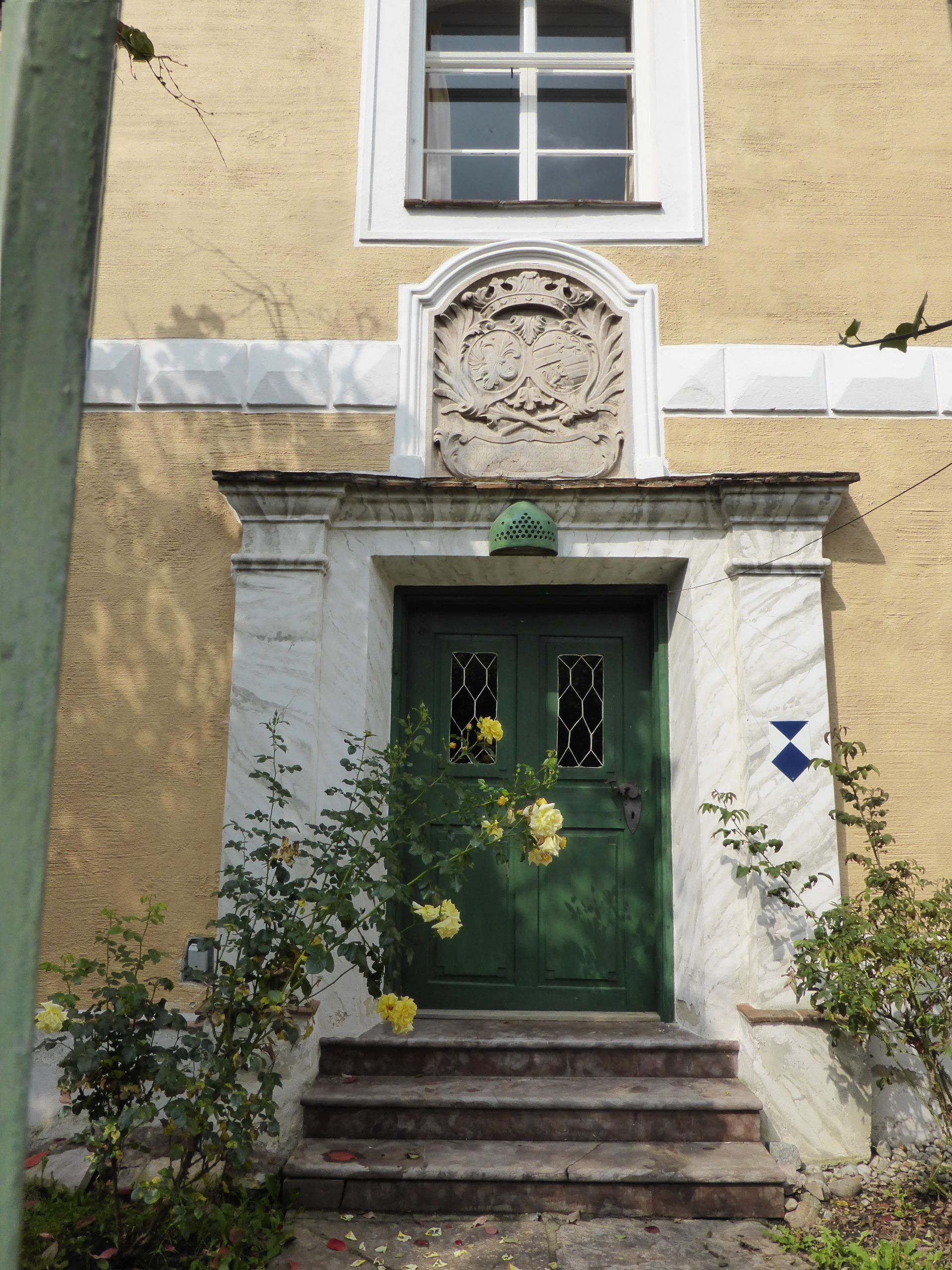
Eingangsportal zu Schloss Loderham – Wappen derer von Cronegk

Das Schloss Loderham liegt im gleichnamigen Ortsteil des niederbayerischen Marktes Triftern im Landkreis Rottal-Inn von Bayern (Schlossstraße 1 und 9).

## Geschichte
Im 14. Jahrhundert war Loderham im Besitz den Schenken von Neudeck und Anzenkirchen; diese sind identisch mit den Schenken von Loderham. Nach dem Verkauf der Burg Neudeck besaßen sie 1408 noch das Schloss in Loderham. Hier sind sie bis 1504 nachzuweisen (Jörg Schenk von Loderham [1494], Georg Schenk zu Loderham [1500]). Die Familie der Schenken muss sehr reich gewesen sein, denn sie haben an den Ritterturnieren in Stuttgart (1436) und in Landshut (1439) teilgenommen. Zu einem solchen Turnier musste ein Ritter 100 Reisige mit 100 Pferden mitbringen und einen dementsprechenden Aufwand betreiben. Der letzte dieser Familie war Georg Schenk von Loderham, der in den Diensten von Herzog Albrecht IV. von Bayern 1502–1504 Pfleger in Ried im Innkreis war. Nach seinem Tod zog Herzog Albrecht V. von Bayern das Lehen ein und verlieh es an Wolfgang Rainer. Diese Familie verblieb in Loderham bis 1663 (Sigmund Rainer zu Loderham [1510–1578], Joachim Rainer zu Laufenbach, Hackenbuch und Loderham [1593–1619], Hans Joachim Rainer zu Loderham, Hauzing und Laufenbach [1638–1640]). Bereits 1522 wird Loderham als Sitz und Hofmark  bezeichnet, 1558 als Sitz und Sedlhof, 1560 wieder als Sitz und Hofmark.
Durch Kauf kam Loderham von den Erben der Rainer an Joachim Weidinger, Passauischer Hofpfennigmeister. Nach dessen Tod gelangte Loderham über die Tochter des Weidingers an Jakob von Mayrau. 1723 wurde wegen der Schulden der Mayraus Loderham unter Sequestration gestellt und an die von Croneck verkauft. Maximilian Leopold Freiherr von Cronegk (* 1754) nannte sich Herr auf Loderham. 1828 wurde Loderham an Joseph Schmutzer veräußert. Loderham war von 1821 bis 1848 ein Patrimonialgericht II. Klasse.

## Beschreibung
1597 wird von einem hölzernen Edelmannsitz im Dörfl Loderham gesprochen. Das ehemalige Hofmarkschloss wurde 1726/27 erbaut. Es ist ein Walmdachbau mit Architekturgliederung. Die Einfriedungsmauer mit einem Torbogen stammt vermutlich aus dem 19. Jahrhundert. Das Gebäude wurde aktuell umfassend saniert und präsentiert sich heute wie zu seiner Erbauungszeit; ein Stuckportal mit einem Eingangspodest in Marmor führen in das Gebäude.
Im Bereich des Schlosses von Loderham wurden untertägige frühneuzeitliche Befunde sowie Funde von seinem spätmittelalterlichen Vorgängerbau gemacht.